# Deidamia (Händel)
Deidamia è un'opera lirica in tre atti di Georg Friedrich Händel (HWV 42), su libretto di Paolo Antonio Rolli basato su un precedente libretto di Metastasio.
I primi due atti dell'ultima opera di Händel furono composti tra il 27 ottobre e il 7 novembre 1740, il terzo dal 14 al 20 novembre.
La prima assoluta ebbe luogo al Lincoln's Inn Fields Theatre di Londra il 10 gennaio 1741, replicata per 3 sere soltanto. Nell'occasione il ruolo della protagonista fu interpretato dal soprano Élisabeth Duparc, detta "La Francesina".
L'opera è stata riesumata negli anni cinquanta del XX secolo (nel 1953 fu eseguita in lingua tedesca ad Halle sul Saale, città natale di Händel) ed è ancora occasionalmente rappresentata.

## Trama
Il giovane Achille, che si finge una fanciulla di nome Pirra, si trova nell'isola di Sciro, dove si innamora di Deidamia, figlia del re Licomede.
Ulisse, travestito da Antiloco, e Fenice, ambasciatore greco, si recano nell'isola per smascherare l'eroe e convincerlo a partecipare alla guerra di Troia.
Durante una caccia, Achille svela la propria identità; quando Ulisse offre in dono alle fanciulle stoffe, gioielli e armi, Achille sceglie queste ultime e lascia Deidamia per seguire i greci alla guerra.

## Discografia
- Rudolph Palmer (direttore), Palmer Singers, Brewer Chamber Orchestra - Julianne Baird (Deidamia),  Máire O'Brien (Nerea), D'Anna Fortunato (Achilles), Brenda Harris (Odysseus), Peter Castaldi (Phönix), John Cheek (Licomede) - Albany Records (3 CD, 2001)
- Alan Curtis (direttore), il Complesso Barocco - Simone Kermes (Deidamia), Dominique Labelle (Nerea), Anna Maria Panzarella (Achilles), Anna Bonitatibus (Odysseus), Furio Zanasi (Phönix), Antonio Abete (Licomede) - Virgin (3 CD, 2003)